# Одесские каникулы
«Одесские каникулы» — советский фильм 1965 года режиссёра Юрия Петрова, дебютная — дипломная, ВГИКовская работа режиссёра.

## Сюжет
1941 год, Одесса. В девятом классе «Б» сдан последний экзамен, впереди — каникулы, но в жизнь школьников врывается война. Вику, самую красивую девочку класса, мама увозит из города в эвакуацию, но в последнюю минуту Вика спрыгивает с трапа отчаливающего парохода и остаётся защищать свой город…

## В ролях
- Галина Орлова — Вика
- Сергей Гурзо — Костя
- Слава Петров — Лёня
- Александр Метёлкин — Митя
- Григорий Патлас — Гриша
- Марчелла Чеботаренко — Марьяна
- Анатолий Яббаров — Таран
- Павел Махотин — Усенко
- Нина Твердынская — мать Лёни
- Лидия Полякова — мать Вики
- Зинаида Дьяконова — учительница
- Виктор Исаев — хозяин телеги
- Галина Бутовская — мамаша
- Валентина Стороженко — мама мальчика с котенком
- Александр Каменко-Александровский — хозяин собачки
- Василий Векшин — комендант порта
- Павел Михайлов — секретарь обкома партии
- Александр Стародуб — военком
- Гелий Сысоев — шофер